# Sorex
Sorex (Linnaeus, 1758) è un genere di toporagni della famiglia dei Soricidi comprendente la maggior parte dei toporagni propriamente detti.

## Descrizione

### Dimensioni
Al genere appartengono toporagni di piccole dimensioni con una lunghezza della testa e del corpo tra 46 e 100 mm, la lunghezza della coda tra 25 e 82 mm e un peso fino a 18 g.  Il toporagno pigmeo è considerato il più piccolo mammifero vivente americano.

### Caratteristiche craniche e dentarie
Il cranio è delicato, basso, largo e con una scatola cranica relativamente grande, mentre il rostro è sottile ed appuntito. Quasi tutti i denti presentano una pigmentazione rossastra sulle cuspidi. Gli incisivi anteriori superiori sono ingranditi e con una cuspide supplementare posteriore, simile nelle dimensioni ai due denti unicuspidati contigui, ossia il secondo e terzo incisivo. I due primi premolari sono ridotti, con il secondo più piccolo del primo e situato più esternamente rispetto agli altri. Il terzo premolare è ben sviluppato e simile in struttura ai molari, i quali esibiscono la caratteristica disposizione delle cuspidi a W. Nella mandibola gli incisivi anteriori sono allungati e praticamente disposti orizzontalmente, a forma di scalpello e con il bordo tagliente dentellato.
Sono caratterizzati dalla seguente formula dentaria:

### Aspetto
La pelliccia è relativamente corta, liscia e densa e la maggior parte delle specie effettua una muta tra l'inverno e la primavera. Il colore generale varia dal grigiastro al bruno-rossastro o nerastro ed è più chiaro ventralmente, talvolta con una striscia dorsale più scura. Il muso è allungato ed affusolato, ricoperto all'estremità di lunghe vibrisse. Gli occhi sono piccoli e le orecchie sono visibili ma poco sviluppate. Gli arti sono gracili e tutte le zampe sono munite di cinque dita, ognuna provvista di un artiglio affilato e schiacciato lateralmente.  La coda è sottile e finemente ricoperta di peli, lunga più o meno la metà della testa e del corpo. Le femmine hanno tre o quattro paia di mammelle.

## Distribuzione e habitat
L'areale di questo genere comprende l'intera Ecozona paleartica dal Portogallo al Giappone e quella neartica, dall'Alaska fino al Guatemala a sud.
Vivono nelle aree temperate ed artiche dell'Emisfero settentrionale, dove preferiscono le zone più umide.

## Tassonomia
Il genere è suddiviso in tre sottogeneri e 80 specie:
Sottogenere Otisorex (De Kay, 1842) - Le orecchie sono relativamente grandi e prominenti. Il naso è allungato.
- Sorex alaskanus
- Sorex bairdi
- Sorex bendirii
- Sorex camtschatica
- Sorex cinereus
- Sorex dispar
- Sorex emarginatus
- Sorex fumeus
- Sorex gaspensis
- Sorex haydeni
- Sorex hoyi
- Sorex ixtlanensis
- Sorex jacksoni
- Sorex leucogaster
- Sorex longirostris
- Sorex lyelli
- Sorex macrodon
- Sorex milleri
- Sorex monticolus
- Sorex nanus
- Sorex neomexicanus
- Sorex oreopolus
- Sorex orizabae
- Sorex ornatus
- Sorex pacificus
- Sorex palustris
- Sorex portenkoi
- Sorex preblei
- Sorex pribilofensis
- Sorex saussurei
- Sorex sonomae
- Sorex tenellus
- Sorex trowbridgii
- Sorex ugyunak
- Sorex unguiculatus
- Sorex vagrans
- Sorex ventralis
- Sorex veraecrucis
- Sorex veraepacis

Sottogenere Sorex - Le orecchie sono relativamente corte e parzialmente nascoste nella pelliccia. Il naso non è estremamente allungato.
- Sorex alpinus
- Sorex antinorii
- Sorex araneus
- Sorex arcticus
- Sorex arunchi
- Sorex asper
- Sorex averini
- Sorex bedfordiae
- Sorex buchariensis
- Sorex caecutiens
- Sorex cansulus
- Sorex coronatus
- Sorex cylindricauda
- Sorex daphaenodon
- Sorex excelsus
- Sorex gracillimus
- Sorex granarius
- Sorex hosonoi
- Sorex isodon
- Sorex kozlovi
- Sorex maritimensis
- Sorex minutissimus
- Sorex minutus
- Sorex raddei
- Sorex roboratus
- Sorex samniticus
- Sorex satunini
- Sorex shinto
- Sorex sinalis
- Sorex tundrensis
- Sorex volnuchini
- Sorex yukonicus

Sottogenere Ognevia (Heptner & Dolgov, 1967) - Una grossa dentellatura accessoria è presente sulla superficie degli incisivi superiori anteriori.
- Sorex mirabilis

Incertae sedis - Gli appartenenti a questo gruppo hanno caratteristiche comuni ad entrambi i sottogeneri principali.
- Sorex arizonae
- Sorex mediopua
- Sorex merriami
- Sorex planiceps
- Sorex rohweri
- Sorex sclateri
- Sorex stizodon
- Sorex thibetanus

Recenti studi molecolari hanno rafforzato la distinzione tra i due sottogeneri principali, evidenziando una linea evolutiva comprendente i membri del genere Otisorex, sviluppata nel Continente americano e diffusasi successivamente nella Siberia nord-orientale.